# Javna tajna (album)
Javna Tajna је drugi studijski album album Alekse Jelića који је objavljen 2010. godine za PGP-RTS.